# Championnat d'Europe féminin de football des moins de 17 ans 2019
Cet article traite de l'épreuve féminine. Pour la compétition masculine, voir Championnat d'Europe de football des moins de 17 ans 2019.
Navigation
Euro 2018 Euro 2022
Le Championnat d'Europe féminin des moins de 17 ans 2019 est la 12e édition du Championnat de l'UEFA féminin des moins de 17 ans, le championnat international annuel de football pour les jeunes organisé par l'UEFA, pour les équipes nationales féminines de moins de 17 ans. La Bulgarie, désignée par l'UEFA le 9 décembre 2016, est l'hôte du tournoi.
Au total, huit équipes participent au tournoi. Les joueuses nées après le 1er janvier 2002 sont éligibles. À partir de cette saison, jusqu'à cinq remplacements sont autorisés par équipe lors de chaque match. En outre, chaque match a une durée de 90 minutes, au lieu de 80 minutes les saisons précédentes.
L’Espagne, championne en titre, se voit éliminée du tournoi par les Pays-Bas en demi-finale.
L'Allemagne remporte son 7e titre en gagnant la séance de tirs au but en finale contre les Pays-Bas.

## Qualification
Au total, 47 nations de l'UEFA participent à la compétition (y compris l'Albanie qui s'inscrit pour la première fois). La Bulgarie pays hôte est qualifiée d'office, les 46 autres équipes disputent les qualifications afin d'obtenir l'une des sept places restantes pour la phase finale La phase de qualification comprend deux tours: le tour de qualification en automne 2018, et le tour Elite, au printemps 2019.

### Équipes qualifiées
Les équipes suivantes participent à la phase finale.
| Équipe     | Qualification                    | Participation | Dernière apparition     | Meilleure performance précédente              |
| ---------- | -------------------------------- | ------------- | ----------------------- | --------------------------------------------- |
| Bulgarie   | d'office (pays hôte)             | 1er           |                         |                                               |
| Angleterre | Tour Élite Vainqueur du Groupe 1 | 7e            | 2018 (quatrième place)  | troisième place (2016)                        |
| Pays-Bas   | Tour Élite Vainqueur du Groupe 2 | 4e            | 2018 (phase de groupes) | demi-finaliste (2010, 2017)                   |
| Espagne    | Tour Élite Vainqueur du Groupe 3 | 10e           | 2018 (champion)         | champion (2010, 2011, 2015, 2018)             |
| Allemagne  | Tour Élite Vainqueur du Groupe 4 | 11e           | 2018 (finaliste)        | champion (2008, 2009, 2012, 2014, 2016, 2017) |
| Portugal   | Tour Élite Vainqueur du Groupe 5 | 2e            | 2014 (phase de groupes) | phase de groupes (2014)                       |
| Danemark   | Tour Élite Vainqueur du Groupe 6 | 3e            | 2012 (troisième place)  | troisième place (2008, 2012)                  |
| Autriche   | Tour Élite Vainqueur du Groupe 7 | 2e            | 2014 (phase de groupes) | phase de groupes (2014)                       |

### Tirage final
Le tirage au sort final a lieu le 5 avril 2019 à 11h30 EEST (UTC + 3) au Flamingo Grand Hotel & Spa à Albena, en Bulgarie. Les huit équipes sont réparties en deux groupes de quatre. La Bulgarie est affectée en position A1 lors du tirage au sort.

## Cartographie des stades et capacités
| \| Albena Balchik Druzhba Kavarna \| Localisation des 4 stades sélectionnés · pour le Championnat d'Europe féminin de football 2019. |
| Albena Balchik Druzhba Kavarna |

Le tournoi aurait à l’origine eu lieu sur quatre sites. Mais comme le terrain était trop pauvre à Balchik, trois seulement ont été utilisés:
| Stades  | Ville    | Capacité |
| ------- | -------- | -------- |
| Albena  | Albena   | 3,000    |
| Balchik | Balchik  | 3,100    |
| Druzhba | Dobritch | 12,500   |
| Kavarna | Kavarna  | 5,000    |

## Phase de groupes
Le programme final du tournoi est annoncé le 12 avril 2019.
Les deux premiers de chaque groupe se qualifient pour les demi-finales.
Le format du premier tour est celui d'un tournoi toutes rondes simple. Chaque équipe joue un match contre toutes les autres équipes du même groupe.
- Victoire : 3 points ;
- Match nul : 1 point ;
- Défaite : 0 point.

En cas d'égalité de points entre équipes dans un groupe, celles-ci sont départagées suivant  :
1. la meilleure différence de buts ;
2. le plus grand nombre de buts marqués

Si, deux équipes ou plus sont ex æquo sur les critères précédents, elles sont départagées suivant :
1. le plus grand nombre de points obtenus entre les équipes concernées ;
2. la meilleure différence de buts particulière entre les équipes concernées ;
3. le plus grand nombre de buts marqués entre les équipes concernées ;
4. le plus petit nombre de points disciplinaires (1 point pour un avertissement non suivi d'une expulsion, 3 pour le second avertissement dans un même match entraînant une expulsion, 4 pour une expulsion directe, 5 pour un avertissement suivi plus tard d'une expulsion directe) ;

Si les équipes équipes ne sont toujours pas départagées et qu'elles restent à égalité sur une place qualificative, un tirage au sort par la commission d'organisation de la FIFA est effectué.
Abréviations
- Pts : nombre de points
- J : nombre de matchs joués
- G : nombre de matchs gagnés
- N : nombre de matchs nuls
- P : nombre de matchs perdus
- BP : nombre de buts marqués (« buts “pour” »)
- BC : nombre de buts encaissés (« buts “contre” »)
- Diff : différence de buts (BP-BC)

- Classement :

- Équipe qualifiée
- Équipe éliminée

Toutes les heures sont exprimées en heure locale, EEST (UTC+3).

### Groupe A
| Rang | Équipe       | Pts | J | G | N | P | Bp | Bc | Diff |
| ---- | ------------ | --- | - | - | - | - | -- | -- | ---- |
| 1    | Espagne      | 7   | 3 | 2 | 1 | 0 | 9  | 0  | +9   |
| 2    | Portugal     | 6   | 3 | 2 | 0 | 1 | 4  | 7  | -3   |
| 3    | Danemark     | 4   | 3 | 1 | 1 | 1 | 2  | 1  | +1   |
| 4    | Bulgarie (H) | 0   | 3 | 0 | 0 | 3 | 1  | 8  | -7   |

1re journée
| 5 mai 2019 | Bulgarie         | 1 - 3   | Portugal                                    | Stade de Druzhba, Dobritch                       |                                                  |
| 14:00      | Parapunova 45+1e | (1 - 2) | 6e Alagoa · 29e (csc) Bessette · 77e Negrão | Spectateurs : 3 000 Arbitrage : Aleksandra Česen | Spectateurs : 3 000 Arbitrage : Aleksandra Česen |
| 14:00      | Rapport          |         |                                             | Spectateurs : 3 000 Arbitrage : Aleksandra Česen | Spectateurs : 3 000 Arbitrage : Aleksandra Česen |

| 5 mai 2019 | Espagne | 0 - 0 | Danemark | Stade de Kavarna, Kavarna |                          |
| 16:30      |         |       |          | Arbitrage : Sabina Bolić  | Arbitrage : Sabina Bolić |
| 16:30      | Rapport |       |          | Arbitrage : Sabina Bolić  | Arbitrage : Sabina Bolić |

2e journée
| 8 mai 2019 | Bulgarie | 0 - 3   | Espagne                                   | Stade de Druzhba, Dobritch                         |                                                    |
| 11:30      |          | (0 - 1) | 42e Sanchez · 47e Lloris · 72e Paralluelo | Spectateurs : 3 000 Arbitrage : Iuliana Demetrescu | Spectateurs : 3 000 Arbitrage : Iuliana Demetrescu |
| 11:30      | Rapport  |         |                                           | Spectateurs : 3 000 Arbitrage : Iuliana Demetrescu | Spectateurs : 3 000 Arbitrage : Iuliana Demetrescu |

| 8 mai 2019 | Danemark | 0 - 1   | Portugal       | Stade de Albena, Albena   |                           |
| 14:00      |          | (0 - 0) | 90+2e Ferreira | Arbitrage : Vera Opeykina | Arbitrage : Vera Opeykina |
| 14:00      | Rapport  |         |                | Arbitrage : Vera Opeykina | Arbitrage : Vera Opeykina |

3e journée
| 11 mai 2019 | Danemark              | 2 - 0   | Bulgarie | Stade de Druzhba, Dobritch  |                             |
| 11:30       | Kramer 9e · Storm 76e | (0 - 0) |          | Arbitrage : Henrikke Nervik | Arbitrage : Henrikke Nervik |
| 11:30       | Rapport               |         |          | Arbitrage : Henrikke Nervik | Arbitrage : Henrikke Nervik |

| 11 mai 2019 | Portugal | 0 - 6   | Espagne                                                 | Stade de Albena, Albena  |                          |
| 11:30       |          | (0 - 2) | 26e 58e 60e Paralluelo · 44e 63e Lloris · 77e Gutiérrez | Arbitrage : Reelika Turi | Arbitrage : Reelika Turi |
| 11:30       | Rapport  |         |                                                         | Arbitrage : Reelika Turi | Arbitrage : Reelika Turi |

### Groupe B
| Rang | Équipe     | Pts | J | G | N | P | Bp | Bc | Diff |
| ---- | ---------- | --- | - | - | - | - | -- | -- | ---- |
| 1    | Allemagne  | 6   | 3 | 2 | 0 | 1 | 9  | 4  | +5   |
| 2    | Pays-Bas   | 6   | 3 | 2 | 0 | 1 | 7  | 5  | +2   |
| 3    | Angleterre | 6   | 3 | 2 | 0 | 1 | 4  | 5  | -1   |
| 4    | Autriche   | 0   | 3 | 0 | 0 | 3 | 3  | 9  | -6   |

1re journée
| 5 mai 2019 | Autriche             | 1 - 4   | Pays-Bas                           | Stade de Kavarna, Kavarna   |                             |
| 11:30      | Schasching 8e (pen.) | (1 - 3) | 13e Stiekema · 18e 31e 90+6e Tromp | Arbitrage : Henrikke Nervik | Arbitrage : Henrikke Nervik |
| 11:30      | Rapport              |         |                                    | Arbitrage : Henrikke Nervik | Arbitrage : Henrikke Nervik |

| 5 mai 2019 | Angleterre | 0 - 4   | Allemagne                                                        | Stade de Albena, Albena        |                                |
| 14:00      |            | (0 - 3) | 12e (pen.) Bernhardt · 23e Woldmann · 31e Weidauer · 90+2e Gräwe | Arbitrage : Iuliana Demetrescu | Arbitrage : Iuliana Demetrescu |
| 14:00      | Rapport    |         |                                                                  | Arbitrage : Iuliana Demetrescu | Arbitrage : Iuliana Demetrescu |

2e journée
| 8 mai 2019 | Allemagne              | 2 - 3   | Pays-Bas                                           | Stade de Kavarna, Kavarna    |                              |
| 14:00      | Rohde 24e · Wamser 81e | (1 - 3) | 25e De Keijzer · 30e Van Diemen · 43e (pen.) Tromp | Arbitrage : Aleksandra Česen | Arbitrage : Aleksandra Česen |
| 14:00      | Rapport                |         |                                                    | Arbitrage : Aleksandra Česen | Arbitrage : Aleksandra Česen |

| 8 mai 2019 | Autriche              | 1 - 2   | Angleterre                 | Stade de Druzhba, Dobritch |                          |
| 16:30      | Schasching 29e (pen.) | (1 - 2) | 15e Johnson · 35e Robinson | Arbitrage : Reelika Turi   | Arbitrage : Reelika Turi |
| 16:30      | Rapport               |         |                            | Arbitrage : Reelika Turi   | Arbitrage : Reelika Turi |

3e journée
| 11 mai 2019 | Allemagne                     | 3 - 1   | Autriche       | Stade de Albena, Albena  |                          |
| 11:30       | Wamser 17e 69e · Weidauer 39e | (2 - 0) | 90+3e Edlinger | Arbitrage : Sabina Bolić | Arbitrage : Sabina Bolić |
| 11:30       | Rapport                       |         |                | Arbitrage : Sabina Bolić | Arbitrage : Sabina Bolić |

| 11 mai 2019 | Pays-Bas | 0 - 2   | Angleterre                  | Stade de Kavarna, Kavarna |                           |
| 16:30       |          | (0 - 0) | 46e Robinson · 52e Matthews | Arbitrage : Vera Opeykina | Arbitrage : Vera Opeykina |
| 16:30       | Rapport  |         |                             | Arbitrage : Vera Opeykina | Arbitrage : Vera Opeykina |

## Tableau final
Les matchs du dernier carré sont à élimination directe. En cas d'égalité à la fin du temps règlementaire, les tirs au but sont utilisés pour départager les équipes (aucune prolongation n’est jouée).
|  | Demi-finales                     | Demi-finales               |          |       | Finale                    | Finale                    |
|  | Demi-finales                     | Demi-finales               |          |       | Finale                    | Finale                    |
|  |                                  |                            |          |       |                           |                           |
|  | 14 mai 2019, 14 h, Kavarna       | 14 mai 2019, 14 h, Kavarna |          |       | 17 mai 2019, 14 h, Albena | 17 mai 2019, 14 h, Albena |
|  | 14 mai 2019, 14 h, Kavarna       | 14 mai 2019, 14 h, Kavarna |          |       | 17 mai 2019, 14 h, Albena | 17 mai 2019, 14 h, Albena |
|  | Espagne                          | 1                          |          |       | 17 mai 2019, 14 h, Albena | 17 mai 2019, 14 h, Albena |
|  | Espagne                          | 1                          |          |       | 17 mai 2019, 14 h, Albena | 17 mai 2019, 14 h, Albena |
|  | Pays-Bas                         | 3                          |          |       | 17 mai 2019, 14 h, Albena | 17 mai 2019, 14 h, Albena |
|  | Pays-Bas                         | 3                          | Pays-Bas | 1 (2) |                           |                           |
|  | 14 juillet 2019, 18h30, Dobritch |                            | Pays-Bas | 1 (2) |                           |                           |
|  |                                  | Allemagne                  | 1 tab(3) |       |                           |                           |
|  | Allemagne                        | Allemagne                  | 1 tab(3) | 2     |                           |                           |
|  | Allemagne                        |                            |          | 2     |                           |                           |
|  | Portugal                         | 0                          |          |       |                           |                           |
|  | Portugal                         | 0                          |          |       |                           |                           |

### Demi-finales
| 14 mai 2019 | Allemagne                 | 2 - 0   | Portugal | Stade de Druzhba, Dobritch |                           |
| 14:00       | Weidauer 25e · Wamser 50e | (1 - 0) |          | Arbitrage : Vera Opeykina  | Arbitrage : Vera Opeykina |
| 14:00       | Rapport                   |         |          | Arbitrage : Vera Opeykina  | Arbitrage : Vera Opeykina |

| 14 mai 2019 | Espagne      | 1 - 3   | Pays-Bas                                  | Stade de Kavarna, Kavarna |                          |
| 18:30       | Lloris 90+2e | (0 - 1) | 41e De Keijzer · 60e Stiekema · 86e Tromp | Arbitrage : Sabina Bolić  | Arbitrage : Sabina Bolić |
| 18:30       | Rapport      |         |                                           | Arbitrage : Sabina Bolić  | Arbitrage : Sabina Bolić |

### Finale
| 17 mai 2019 | Pays-Bas                                                  | 1 - 1           | Allemagne                                                | Stade de Albena, Albena        |                                |
| 14:00       | Tromp 21e                                                 | (1 - 1)         | 19e Weidauer                                             | Arbitrage : Iuliana Demetrescu | Arbitrage : Iuliana Demetrescu |
| 14:00       | Rapport                                                   |                 |                                                          | Arbitrage : Iuliana Demetrescu | Arbitrage : Iuliana Demetrescu |
| 14:00       | Tromp · De Vette · Foederer · Loonen · Peddemors · Brugts | Tirs au but 2–3 | Weidauer · Pollak · Steck · Rohde · Kowalski · Schiemann | Arbitrage : Iuliana Demetrescu | Arbitrage : Iuliana Demetrescu |

## Liste des buteuses
6 buts       
- Nikita Tromp

4 buts     
- Carlotta Wamser
- Sophie Weidauer
- Silvia Lloris
- Salma Paralluelo

2 buts   
- Annabel Schasching
- Katie Robinson
- Lotje de Keijzer
- Iris Stiekema

1 but  
- Christina Edlinger
- Zdravka Parapunova
- Cornelia Kramer
- Freja Storm
- Lucy Johnson
- Keri Matthews
- Emilie Bernhardt
- Lisanne Gräwe
- Marleen Rohde
- Nicole Woldmann
- Samantha Van Diemen
- Maria Alagoa
- Marta Ferreira
- Maria Negrão
- María José Gutiérrez
- Carlota Sanchez

But contre son camp  (csc)
- Vivianne Bessette (pour le Portugal)

## Radiodiffuseurs internationaux

### Télévision
7 des 15 matches en directs en direct sont disponibles sur le site UEFA.com et la chaîne YouTube de UEFA.tv pour tous les territoires du monde.
Note: les matchs en direct sur Youtube ne sont pas disponibles en Allemagne, en Irlande, en Israël, au Moyen-Orient/Afrique du Nord et aux Etats-Unis.

#### Pays participants
| Pays            | Diffuseur |
| --------------- | --------- |
| Bulgarie (hôte) | BNT       |
| Autriche        | ORF       |
| Danemark        | DR        |
| Danemark        | TV2       |
| Allemagne       | Sport1    |
| Pays-Bas        | NOS       |
| Portugal        | RTP       |
| Espagne         | RTVE      |
| Royaume-Uni     | BBC       |

### Radio

#### Pays participants
| Pays            | Diffuseur |
| --------------- | --------- |
| Bulgarie (hôte) | BNR       |
| Autriche        | ORF       |
| Danemark        | DR        |
| Pays-Bas        | NOS       |
| Portugal        | RTP       |
| Espagne         | RTVE      |
| Espagne         | COPE      |
| Espagne         | SER       |
| Royaume-Uni     | BBC       |